# Caledonia (Schiff, 1925)
Die Caledonia (IV) war ein 1925 in Dienst gestelltes Passagierschiff der britischen Reederei Anchor Line, das als Passagier- und Postdampfer auf der nordatlantischen Route von Großbritannien in die USA eingesetzt wurde. Ab September 1939 diente sie unter der Bezeichnung HMS Scotstoun als bewaffneter Hilfskreuzer (Armed Merchant Cruiser), bis sie am 13. Juni 1940 westlich der Äußeren Hebriden von einem deutschen U-Boot versenkt wurde. Sie ist eines der 15 größten im Zweiten Weltkrieg von deutschen U-Booten versenkten Schiffe.

## Das Schiff
Das 17.046 BRT große Dampfturbinenschiff Caledonia wurde im Februar 1920 auf der Werft Alexander Stephen and Sons in Glasgow auf Kiel gelegt, lief jedoch erst am 22. April 1925 vom Stapel. Diese Caledonia war die Nachfolgerin des 1905 in Dienst gestellten gleichnamigen Schiffs, welches im Ersten Weltkrieg von einem deutschen U-Boot versenkt worden war. Die Caledonia hatte ein Schwesterschiff, die im selben Jahr fertiggestellte Transylvania (II) (16.923 BRT). Die 168,6 Meter lange und 21,5 Meter breite  Caledonia hatte zwei Masten, drei Schornsteine und wurde mit Dampfturbinen angetrieben, die auf zwei Propeller wirkten und eine Reisegeschwindigkeit von 16 Knoten ermöglichten. Das Schiff konnte 205 Passagiere der Ersten Klasse, 403 Passagiere der Zweiten Klasse und 796 Passagiere der Dritten Klasse befördert werden.
Am 3. Oktober 1925 lief die Caledonia zu ihrer Jungfernfahrt auf der Route Glasgow–Moville–New York aus. Im Oktober 1930 wurde die Zweite Klasse durch die Touristenklasse ersetzt. Im März 1936 wurden die Kabinen-, Touristen- und die Dritte Klasse eingeführt. 1938 fand eine größere Modernisierung statt, in deren Rahmen das Schiff neue Propeller erhielt. Die Höchstgeschwindigkeit erhöhte sich auf 17 Knoten. Die Unterkünfte der Dritten Klasse wurden ebenfalls erneuert. Im Juni 1939 legte die Caledonia zu ihrer letzten Transatlantiküberquerung von Glasgow über Moville nach Boston und New York und zurück nach Glasgow ab.

## Im Zweiten Weltkrieg
Am 30. August 1939 wurde das Passagierschiff von der Admiralität für den Kriegseinsatz angefordert und in einen bewaffneten Hilfskreuzer umgewandelt. Die Caledonia bekam den neuen Namen Scotstoun und wurde, wie auch ihr Schwesterschiff, dem 10th Cruiser Squadron zugeteilt.
Am 13. Juni 1940 befand sich die Scotstoun unter dem Kommando von Kapitän Sydney Keith Smyth, OBE, 80 Seemeilen westlich der zu den Äußeren Hebriden gehörenden Insel Barra, als sie um  07.16 Uhr auf der Position 57.00N 09.57W im Heck von einem G7a-Torpedo des deutschen U-Boots U 25 (Kapitänleutnant Heinz Beduhn) getroffen wurde. Drei Minuten später gab U 25 einen Fangschuss ab, der aber danebenging. Ein zweiter Fangschuss schlug hinter dem dritten Schornstein ein und ließ das Schiff über das Heck sinken.
Sechs Männer kamen durch die Versenkung ums Leben. Die 344 Überlebenden wurden von dem Zerstörer Highlander (Commander William A. Dallmeyer) aufgenommen und nach Schottland gebracht. Die Scotstoun war das größte Schiff, das U 25 im Zweiten Weltkrieg versenkte.